# Jour de la Victoire (9 mai)
Pour les articles homonymes, voir Jour de la Victoire.

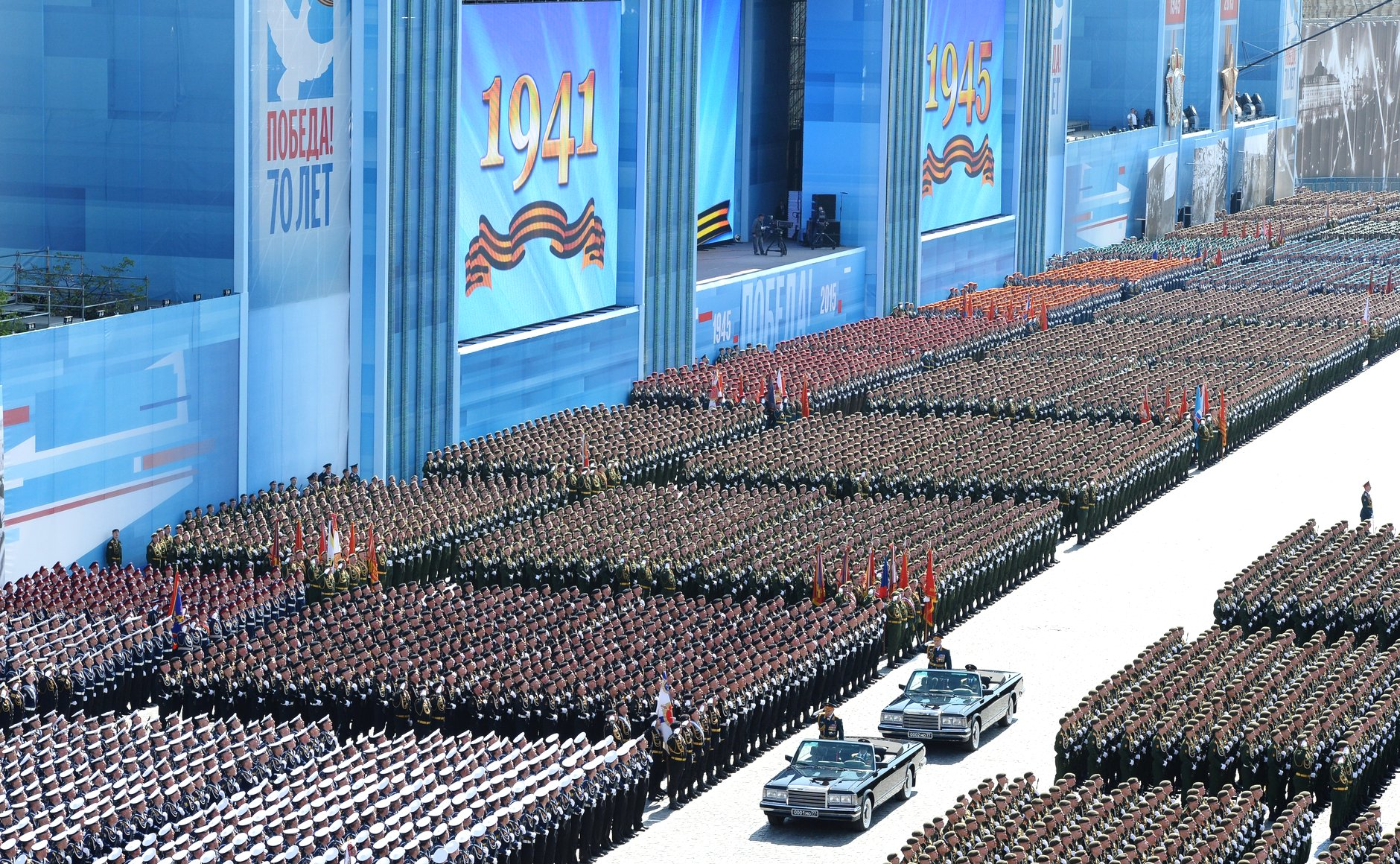
Vue partielle des troupes lors du défilé du Jour de la Victoire 2015 à Moscou.

Le Jour de la Victoire (en russe : День Победы) a été créé en 1965 par le numéro un soviétique Léonid Brejnev pour commémorer la signature à Berlin du second des deux actes de capitulation de l'Allemagne nazie, le premier ayant été signé l'avant-veille à Reims, en donnant au second l'apparence d'une victoire obtenue seulement par l'Armée rouge, et en s'éloignant de la signification originelle du 8 mai 1945, par une date distincte. 
Selon les universitaires, Léonid Brejnev effectue une ainsi une « mythification » de l'histoire à des fins de propagande intérieure, à un moment où le régime soviétique cherche à regagner de l'adhésion dans la population.
Le concept de « Jour de la Victoire » ainsi créé en 1965 est repris par une chanson écrite en 1975 à la demande de la propagande officielle soviétique, Le Jour de la victoire. Le 9 mai est célébré depuis 1965 en Russie et dans la plupart des pays de l'ancienne Union soviétique. Ce jour-là, un défilé militaire est organisé à Moscou, sur la place Rouge. En 2015, 16 000 soldats y ont participé. On y porte le ruban de Saint-Georges, orange et noir, insigne patriotique et décoration tsariste à l’origine.

## L'événement fêté: la capitulation du Troisième Reich

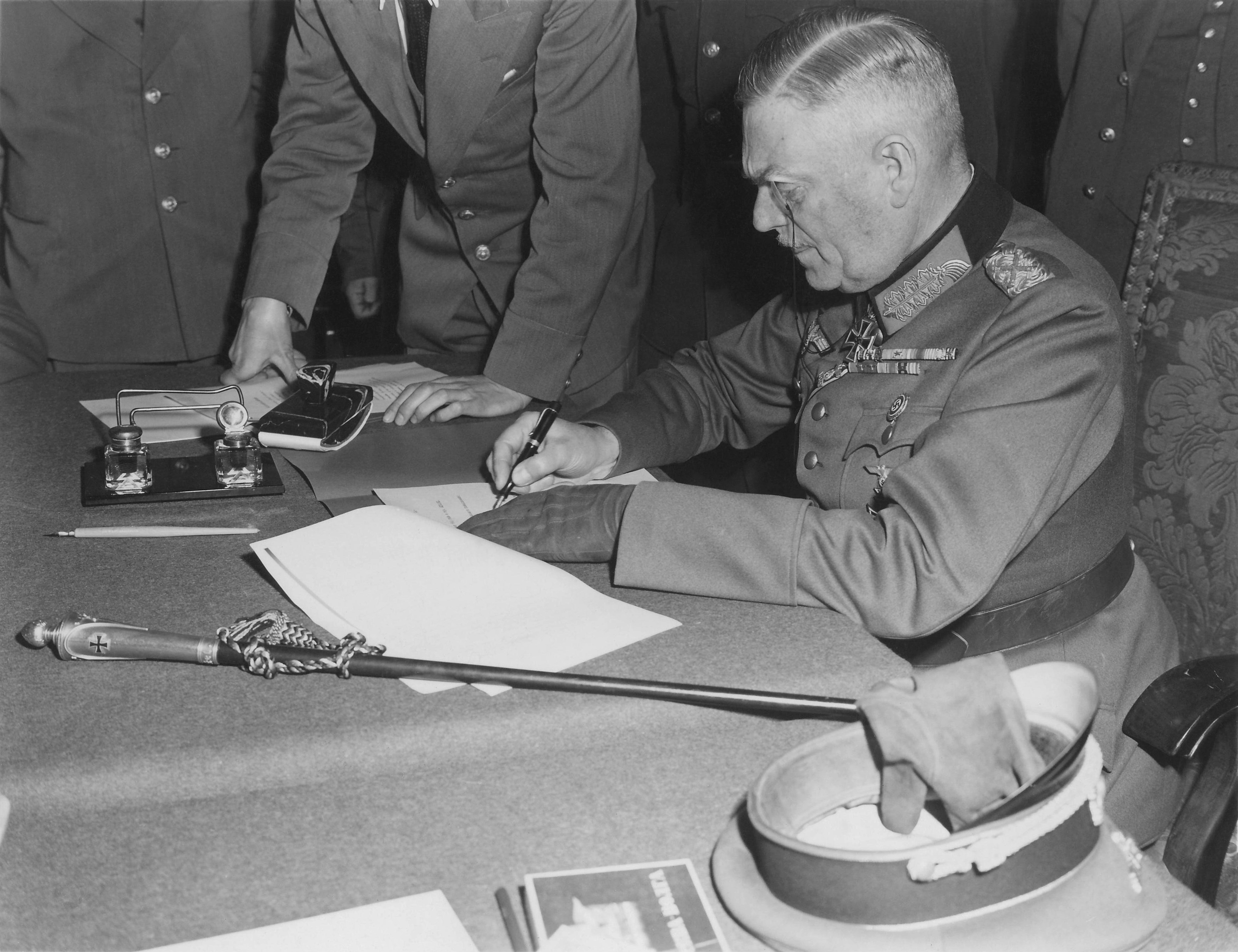
Le Generalfeldmarschall Wilhelm Keitel signe à Berlin l'acte de capitulation du Troisième Reich, le 9 mai 1945, à du matin, heure de Moscou (soit le 8 mai 1945- à, heure de Berlin).

Un premier acte de reddition de l'armée allemande est signé à Reims (France) le 7 mai 1945 à 2 h 41 du matin. Cet acte de reddition reconnaît la capitulation sans condition du Troisième Reich et ordonne la cessation des combats le 8 mai à 23 h 1, donc en fin de journée du lendemain.
Staline ayant demandé que l'acte soit signé dans la capitale d'Hitler (Berlin), une seconde signature de l'acte de capitulation a donc lieu dans cette ville en fin de soirée du lendemain, le 8 mai 1945, à 23 h 1 (heure d'Europe centrale), soit le 9 mai à 1 h 1 du matin, heure de Moscou, compte tenu du décalage horaire de deux heures entre Berlin et Moscou.

## Création en 1965 d'une commémoration du « Jour de la Victoire »
Le 9 mai est un jour jour férié en Russie, Biélorussie, Azerbaïdjan, Arménie, Kazakhstan, Ouzbékistan, Kirghizistan, Géorgie, Monténégro, et Moldavie, instauré le 9 mai 1965 par le premier secrétaire du Parti communiste de l'Union soviétique, Léonid Brejnev.
La tradition des grandes parades militaires sur la place Rouge, à Moscou date ainsi de 1965. Des Russes arborent ce jour-là des portraits de membres de leur famille qui ont combattu ou péri pendant la Seconde Guerre mondiale, pratique instaurée pendant les années 2010, en marge du défilé militaire.

## Contexte de la création
Selon l’historienne Marlène Laruelle, professeure à l’université George-Washington, au cours des années qui suivent l'arrivée de Brejnev au pouvoir, en 1964, il y a « un relâchement doctrinal », tandis que « la répression n’a plus l’intensité qu’elle avait sous Staline », d'où le recours au passé pour tenter de « créer du consensus, comme pour renforcer le prestige de l’URSS sur le plan international, en rappelant qu’elle avait gagné en 1945 ». Selon la biographie de Léonid Brejnev par Andreï Kozovoï,  « le mythe de la victoire » devient alors « un élément essentiel du vaste système de propagande soviétique », via « une reconfiguration identitaire de l’homo sovieticus, moins communiste que patriote »,. Brejnev réalise alors « sa grande innovation : l’unité du peuple, du parti et de l’armée », selon l’historien spécialiste de l’URSS Nicolas Werth,.

## Propagande en chanson sous Brejnev
Pour commémorer le trentième anniversaire, le gouvernement soviétique a décidé d'organiser en amont « un grand concours de la meilleure chanson » sur le sujet. En mars 1975, le poète Vladimir Kharitonov (ru), vétéran de la guerre, proposa à son collaborateur habituel, le jeune compositeur David Toukhmanov (ru), de composer une nouvelle chanson pour l'occasion, Le Jour de la victoire. Le journal communiste soviétique Komsomolskaya Pravda informe ses lecteurs que ce serait une des chansons que le chef de l'État Leonid Brejnev aimerait le plus.

## Mythification sous Poutine
Pour Constantin Sigov, professeur à l'Académie Mohyla de Kiev, cité par le quotidien Ouest-France, cette « mythification a été grossièrement renforcée par le régime » de Vladimir Poutine dans les années 2010, en « excluant » tous les autres pays « qui se sont battus contre le fascisme », au moment où il « enlève à la Géorgie et à l'Ukraine des territoires qui leur appartiennent ». La capitulation du 9 mai, la seconde, avait été exigée par Staline pour tenter de faire valoir le rôle majeur voir exclusif de l'Union soviétique.
La glorification du rôle de l’URSS pendant la seconde guerre mondiale est ensuite inscrite en 2020 dans la Constitution russe, qui exige la célébration de « la mémoire des défenseurs de la patrie » et l’interdiction de « minimiser la signification de [leur] héroïsme », puis en 2022 utilisée par Vladimir Poutine pour justifier l’invasion de l’Ukraine, en déclarant que son pays « a offert la liberté aux peuples du monde entier » en 1945.
Dans le contexte de la guerre menée par la Russie en Ukraine depuis 2022, les célébrations du quatre-vingtième anniversaire de la victoire le 9 mai 2025 prennent un relief particulier, avec la présence de dirigeants étrangers tel Xi JinPing, le président bresilien Luiz Inácio Lula da Silva, le dirigeant vénézuélien Nicolás Maduro, ou encore des dirigeants africains tel le Général Ibrahim Traoré du Burkina Faso.

## La loi ukrainienne de 2015 revenant à la date du 8 mai
En Ukraine, la loi de 2015 instaure un « devoir sacré de l'État et des citoyens de respecter la mémoire de la victoire sur le nazisme ». La date est changée et devient le 8 mai, afin de rendre « caduque l'ancienne interprétation de la victoire », prétexte à la recherche « de nouvelles victoires sur des territoires étrangers ».

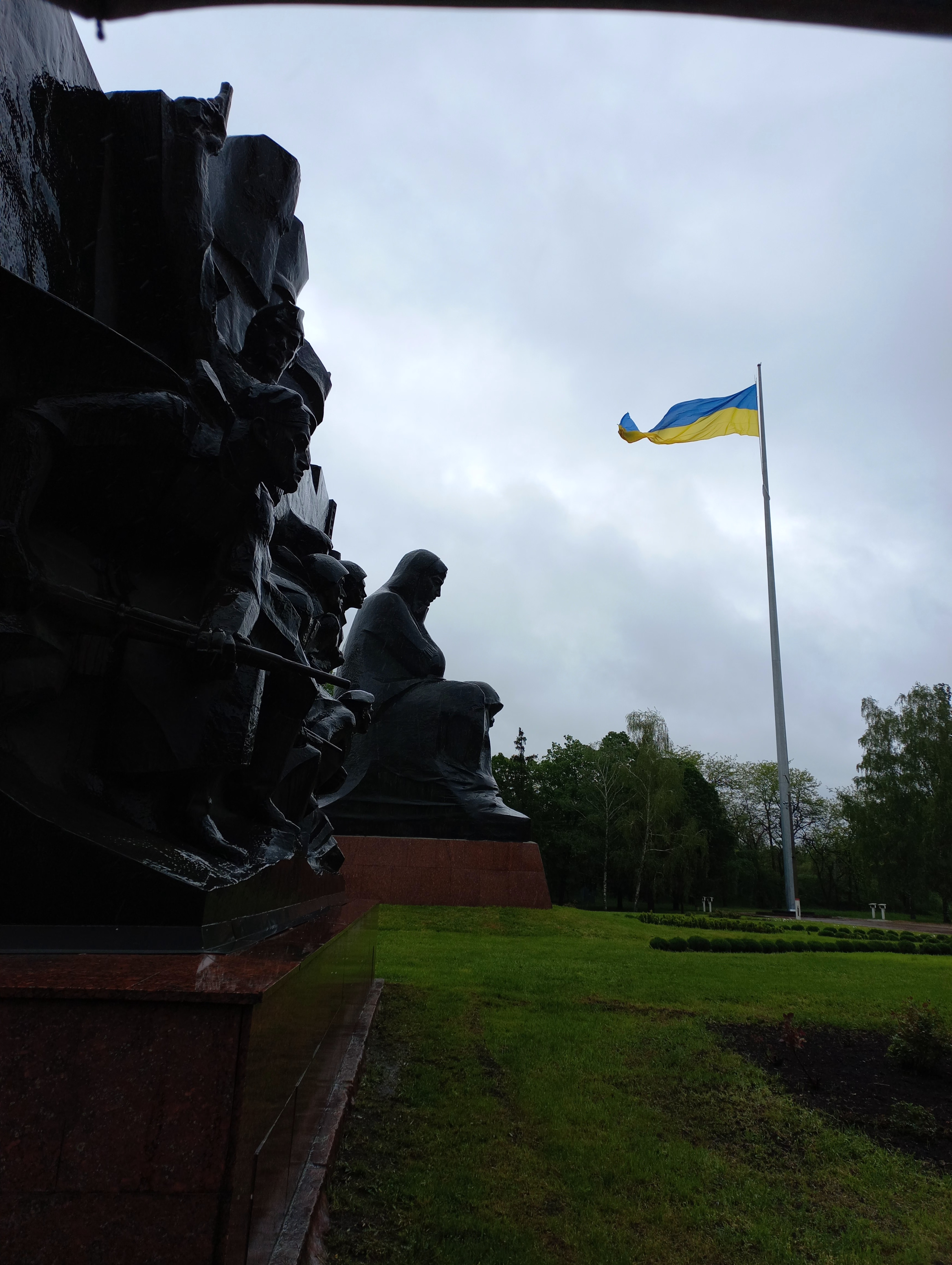
Le fort Sainte-Élisabeth à Kropyvnytskyï, lors de la célébration.

À partir de 2023, afin de se distancier des récits de la propagande chauvine russe agressive lors de l'agression armée contre l'Ukraine et des grands dommages infligés au pays, au lieu du Jour de la Victoire, les Ukrainiens ont décidé de célébrer la Journée du souvenir et de la réconciliation le 8 mai et la Journée de l'Europe le 9 mai en signe de gratitude envers le monde occidental pour son aide à repousser l'invasion .